# Rapti Rajmarg
Der Rapti Rajmarg (Nepali राप्ती राजमार्ग; englisch Rapti Highway) ist eine in Nord-Süd-Richtung verlaufende Fernstraße in der Verwaltungszone Rapti im Westen Nepals.
Die 176 km lange Überlandstraße zweigt 75 km östlich von Kohalpur vom Mahendra Rajmarg nach Norden ab. Sie führt vom Flusstal des Westlichen Rapti über die Bergketten des Vorderen Himalaya nach Tulsipur, wo eine Nebenstraße zur östlich gelegenen Distrikthauptstadt von Dang Deukhuri, Ghorahi, abzweigt. Im Distrikt Salyan folgt der Rapti Rajmarg dem Lauf des Sharada Khola flussaufwärts und passiert die Städte Sharada und Bagchaur. Schließlich wendet sich die Fernstraße nach Norden und erreicht die Distrikthauptstadt von Rukum, Musikot, wo sie endet.